# Raymond Federman

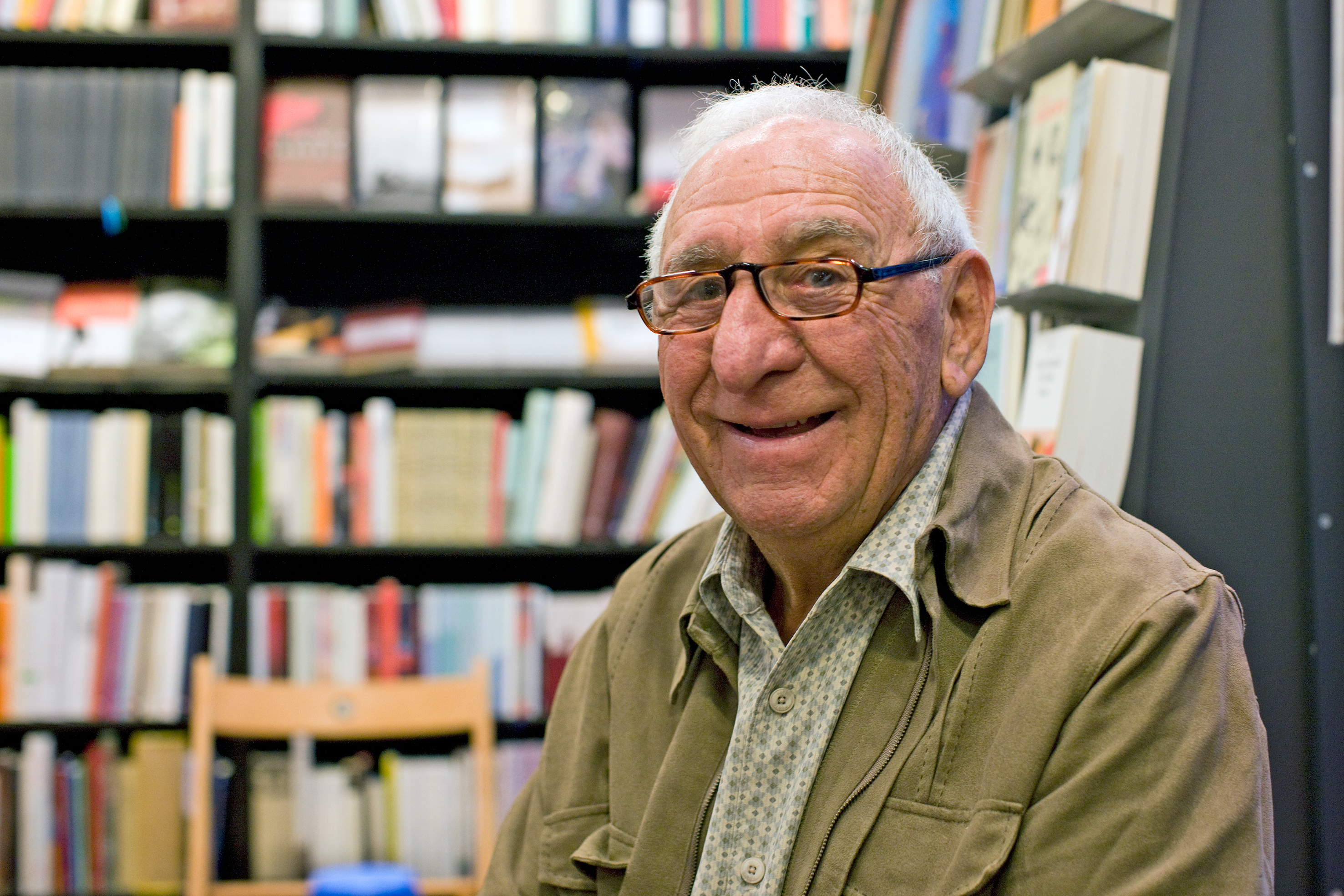
Raymond Federman, Keulen, 2006

Raymond Federman (Montrouge, 15 mei 1928 – San Diego, 6 oktober 2009) was een Frans–Amerikaans romanschrijver, dichter, essayist en criticus.
Federman werd in Frankrijk geboren en emigreerde in 1947 naar de Verenigde Staten. Hij studeerde er aan de Columbia-universiteit en aan de Universiteit van Californië - Los Angeles, waar hij een doctoraat vergelijkende letterkunde behaalde over Samuel Beckett. Federman was van 1973 tot 1999 verbonden aan de University at Buffalo. Federman beoefende het experimentele genre, dat het traditionele proza tracht af te breken. Deze schrijfstijl is duidelijk zichtbaar in zijn boek Double or Nothing, waarin de lineaire verhaallijn wordt afgebroken en wordt herbouwd in een bijna onsamenhangend verhaal. Woorden worden dikwijls op bladzijden geschikt om op afbeeldingen te lijken of om zich herhalende thema's te suggereren.

## Werken
- Journey into Chaos: Samuel Beckett's Early Fiction (1965)
- Among the Beasts / Parmi Les Monsters (1967)
- Samuel Beckett, His Works and His Critics: An Essay in Bibliography (1970) (met John Fletcher)
- Double or Nothing  (1971)
- The Voice in the Closet (1979)
- Me Too (1975)
- Surfiction: Fiction Now and Tomorrow (1975) (uitgever)
- Take It Or Leave It (1976)
- The Twofold Vibration (1982)
- To Whom It May Concern (1990)
- Now Then / Nun denn (1992) (poëzie)
- Critifiction: Postmodern Essays (1993)
- Smiles on Washington Square (1995)
- The Supreme Indecision of the Writer: The 1994 Lectures in Turkey (1995)
- Loose Shoes (2001)
- Aunt Rachel's Fur (2001)
- The Song of the Sparrow (2002)
- Here and Elsewhere: Poetic Cul de Sac (2003)
- The Precipice and Other Catastrophes (2003)
- My Body in Nine Parts (2005)
- The Twilight of the Bums (met George Chambers)